# Bockie De Repper
Bockie De Repper (Aalst, 11 december 1984), pseudoniem van Jonas Van Boxstael, is een Belgische rapper, televisiepresentator en vlogger.

## Biografie
Van Boxstael verwierf enige lokale bekendheid met zijn rapgroep Geile Gleuf Maddefakkers, waaraan hij zijn roepnaam te danken heeft. Met deze groep maakte hij onder andere het album Coke & Tequila.
Bockie De Repper studeerde een tijd grafische vormgeving aan Sint-Lukas in Brussel, maar maakte de studie niet af. Daarna studeerde hij marketing. Nadien werkte hij bij MTV Networks, het productiehuis TV Bastards, bij DPG Media om nadien zelfstandige te worden. Hij hield zich bezig met het maken van ludieke filmpjes en postte deze op de sociale media. Centraal thema in zijn filmpjes is eten en drinken, met de nadruk op calorierijk eten.
In 2019 was Bockie De Repper panellid in Control Pedro en Beste Kijkers.
In 2020 was Bockie De Repper een van de reserves voor deelname aan het programma De Slimste Mens ter Wereld. Hij kon deelnemen nadat acteur Jeroen Perceval had afgehaakt. Hij verzekerde zich na 5 deelnames van een ticket voor de finaleweken. Eén jaar later keerde hij terug in het programma als jurylid.
Op 22 januari 2021 werden de eerste Jamies, de Vlaamse online video awards, uitgedeeld. Bockie De Repper won de award in de categorie "beste lifestyle". Sinds 2021 leidt hij een creatief marketingbureau in Aalst.
Samen met Mathieu Terryn organiseerde hij in Antwerpen in 2022 en 2023 het streetfoodfestival DRIP Fest.
Vanaf februari 2022 presenteert hij Dat Eet Dan Gelukkig Zijn op VTM 2, een realityreeks waarin hij bij willekeurige mensen thuis op bezoek gaat om te kijken wat de pot schaft en daar mee zijn tanden in te zetten. Het tweede seizoen in 2023 werd zowel op VTM als op VTM 2 uitgezonden. Vanaf deze reeks eet hij ook bij bekende Vlamingen mee. In het derde seizoen bezoekt hij ook diverse locaties zoals een kinderdagverblijf, de Japanse ambassade en een marineschip.
In het najaar van 2023 presenteert hij met Mathieu Terryn het programma Snackmasters op VTM.
Voor het programma Bompa Bockie, uitgezonden op Play4 in 2024 woonde hij dertig dagen in een woonzorgcentrum. Hij was benieuwd naar hoe het is om ouder te worden.
Hij was in het najaar van 2024 een van de gezichten van de verkeersveiligheidscampagne Focus op de weg, niet op je GSM van de VSV.
In februari 2025 werd Sergio Over De Grens uitgezonden waarin Van Boxstael met kok Sergio Herman een culinaire reis naar Andalusië maakte. Ook in de rëunieaflevering van seizoen 3 is hij te zien.
In Man bijt hond op VRT 1 presenteert hij in 2025 de wekelijkse rubriek De overdenker, waarin hij op zoek gaat naar het antwoord op een vraag die hij zich stelt.

## Televisie
- Control Pedro (2019) - als gast
- Beste Kijkers (2019) - als gast
- De Slimste Mens ter Wereld (2020) - als deelnemer
- Instafamous (2020) - als zichzelf
- Het Leven.doc (2020) - als gast
- De Slimste Mens ter Wereld (2021-heden) - als jurylid
- Dat Eet Dan Gelukkig Zijn (2022-heden) - als presentator
- Viva la Feta (2022) - als gast
- Boris (2023) - als zichzelf
- Snackmasters (2023) - als presentator samen met Mathieu Terryn
- Bompa Bockie (2024)
- Kamp Jeroom (2024) - als kandidaat samen met Kat Kerkhofs
- De Columbus (2024) - als gast
- Vrede op aarde (2024) - als jurylid
- Sergio Over De Grens (2025) - als gast

## Prijzen
| Jaar | Prijs     | Categorie       | Resultaat   |
| ---- | --------- | --------------- | ----------- |
| 2021 | De Jamies | Beste lifestyle | Gewonnen    |
| 2022 | De Jamies | Beste comedy    | Genomineerd |